# Tamara Vol.2
Pour les articles homonymes, voir Tamara.
Série
Tamara
(2016)
Pour plus de détails, voir Fiche technique et Distribution.
Tamara Vol.2 est une comédie française réalisée par Alexandre Castagnetti, sortie le 4 juillet 2018. 
C'est le deuxième film adapté de la série de bandes dessinées Tamara de Zidrou (scénario) et de Christian Darasse (dessins) après le premier volet Tamara sorti en 2016.

## Synopsis
Séparée de Diego depuis deux ans, Tamara part s'installer à Paris pour commencer ses études. Contrainte à la colocation avec Wagner, elle y retrouve son ex-amoureux avec sa nouvelle copine...

## Fiche technique
- Titre : Tamara Vol.2
- Réalisation : Alexandre Castagnetti
- Scénario : Alexandre Castagnetti et Béatrice Fournera, d'après la série de bandes dessinées Tamara de Benoît Drousie (dit Zidrou) (scénario) et de Christian Darasse (dessins).
- Musique :  Alexandre Castagnetti
- Montage : Thibaut Damade
- Photographie : Antoine Roch
- Décors :
- Costumes :
- Production : Gaëlle Cholet et Guillaume Renouil, Sylvain Goldberg et Serge de Poucques
- Société de production : Gazelle & Cie
  - Coproduction : TF1 Films Production et Nexus Factory
  - Production déléguée : Elephant Story
- Société de distribution : UGC Distribution (France)
- Pays de production :  France
- Genre : comédie
- Durée : 102 minutes
- Date de sortie :
  - France : 4 juillet 2018

## Distribution
- Héloïse Martin : Tamara
- Rayane Bensetti : Diego
- Sylvie Testud : Amandine, la maman de Tamara
- Blanche Gardin : Valérie, la voisine
- Jimmy Labeeu : Wagner
- Oussama Kheddam : Mounir
- Cyril Gueï : Chico, le compagnon d'Amandine
- Ina Castagnetti : Yoli, la fille de Chico
- Annie Cordy : Rose, la voisine de la colocation
- Noémie Chicheportiche : Sam
- Idrissa Hanrot : James
- Karidja Touré : Naima
- Panayotis Pascot : Max
- Manon Azem : Élodie, la petite copine de Diego
- Bruno Salomone : Philippe-André Trémolo, le papa de Tamara (et ex-mari d'Amandine)
- Anna Coutellier : la serveuse
- Jean-François Cayrey : le coach de natation de Diego
- Ben : l'agent immobilier parisien
- Noëlla Dussart-Finzi : le chauffeur de taxi
- Nikos Aliagas : lui-même